# Trochalus nigrescens
Trochalus nigrescens är en skalbaggsart som beskrevs av Moser 1919. Trochalus nigrescens ingår i släktet Trochalus och familjen Melolonthidae. Inga underarter finns listade i Catalogue of Life.